# Periophthalmus

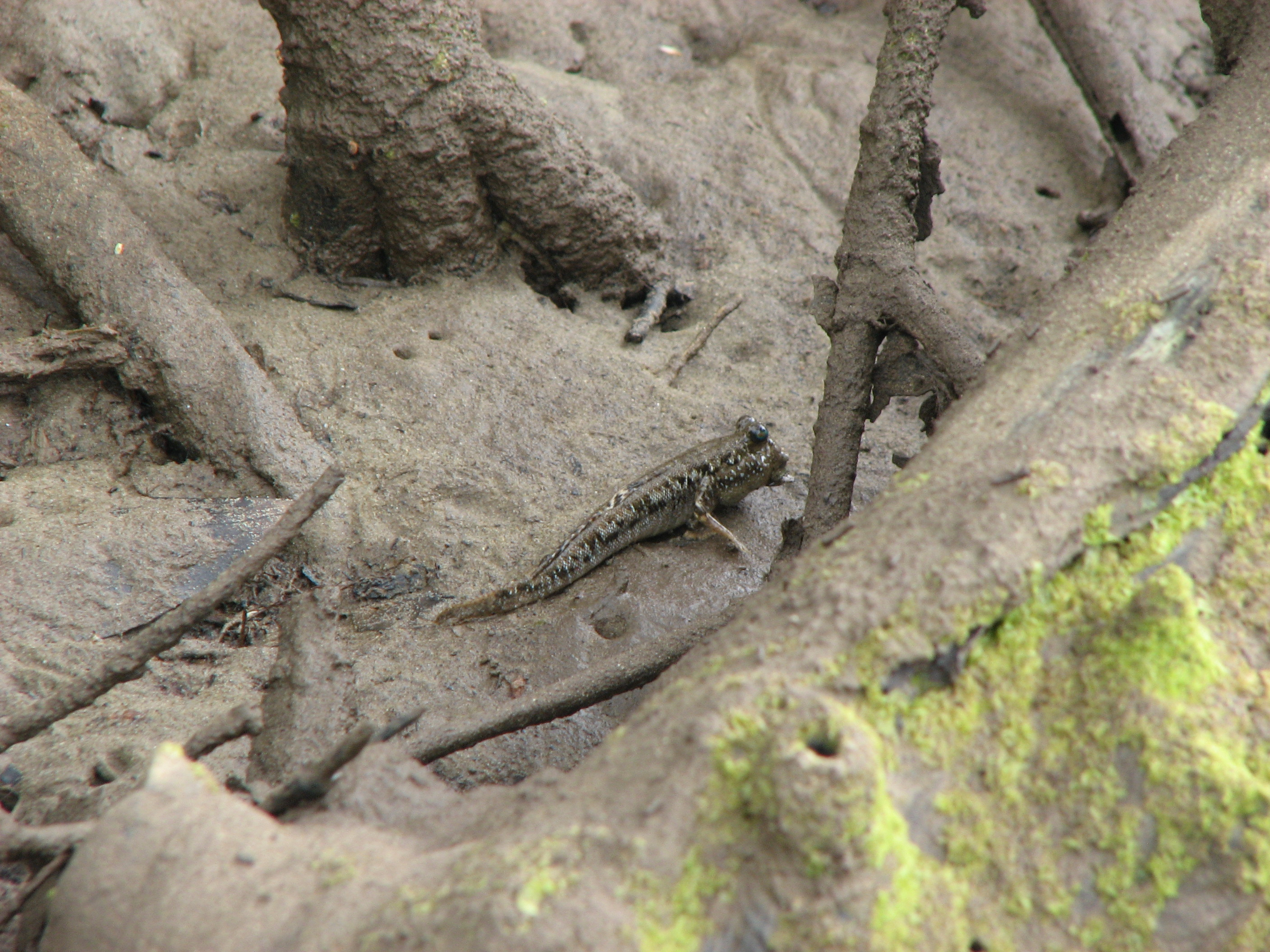
Periophthalmus argentilineatus

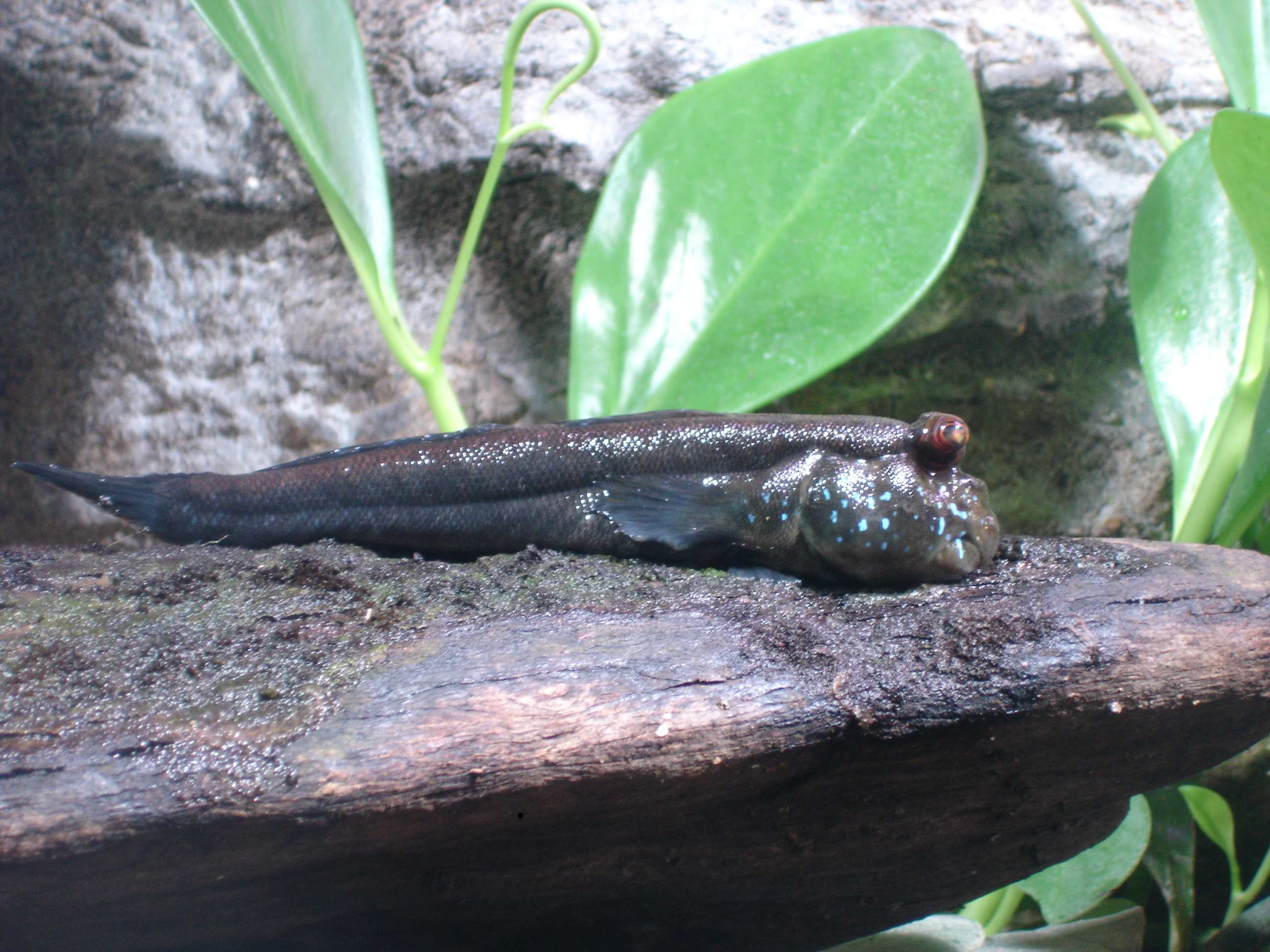
Periophthalmus barbarus

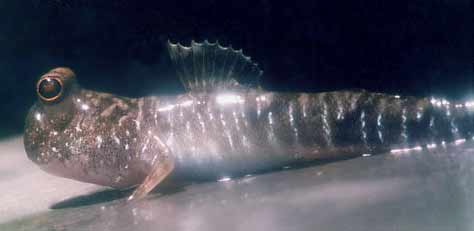
Periophthalmus gracilis

A Periophthalmus a csontos halak (Osteichthyes) főosztályának a sugarasúszójú halak (Actinopterygii) osztályába, ezen belül a sügéralakúak (Perciformes) rendjébe, a gébfélék (Gobiidae) családjába és az iszapugró gébek (Oxudercinae) alcsaládjába tartozó nem.
Azon kevés halféléhez tartoznak, amelyek jól elboldogulnak a szárazföldön is (természetesen vízközeli, az árapály-jelenség érintette élőhelyeken).

## Előfordulásuk
A Periophthalmus-fajok elterjedési területe Afrika körüli trópusi és szubtrópusi vizekben, az Indiai-óceánban és keletre Indonéziáig és Ausztráliáig, valamint Japánig és a Csendes-óceán nyugati és délnyugati szigetekéig terjed. Az Atlanti-óceánban csak egy faj él, a Periophthalmus barbarus. Különösen gyakoriak a mangrovemocsarakban, mert szárazon és vízben is tudnak élni. E halak nem veszélyeztetettek, mert nincs gazdasági hasznuk, és életterüket csak néhány területen fenyegeti veszély.

## Megjelenésük
A halak hossza fajtól függően változó, de átlagosan 8-15 centiméteresek; a legkisebb a Periophthalmus gracilis, ez legfeljebb 4,5 centiméter hosszú, míg a legnagyobb faj a Periophthalmus barbarus, amely elérheti a 25 centimétert is. E halnem fajainak hosszúkás, izmos teste és nagy kimagasodó, dülledt szeme van, amelyet vastag, átlátszó bőrréteg véd. Meghosszabbodott, izmos mellúszóival-amelyeket lábnak is tud használni-akár 60 centiméteres ugrásokra is képes. Mindegyik fajnak van két-két hátúszója; az első általában magasabb és színesebb, mint a második. Mindegyik faj híménél az első hátúszók nagyok és élénk színűek lehetnek, a párkeresésben és a területvédésben játszanak szerepet. A hasúszók sok fajnál lábszerű függelékké alakultak, más fajoknál tapadókorongot képeznek. A szemek nagyok, kerekek, üregükbe süllyeszthetők és széles látómezőt fognak be. A legtöbb Periophthalmus-faj testén számos színes pettyezés látható.

## Életmódjuk
A Periophthalmus-fajok magányosan az iszapfészkekben laknak. Többségük a sós- és brakkvízhez alkalmazkodott, azonban a Periophthalmus takita kizárólag a tengervizet kedveli, míg a Periophthalmus magnuspinnatus csakis az édesvízben él meg. A kisebb fajok tápláléka algák és apró víziállatok, míg a nagyobb fajoké kis rákok, rovarok és kisebb halak. Az állatok 5 évig élnek.

## Szaporodásuk
A párzási időszak májustól júliusig tart. A nőstény több száz ikrát rakhat a hím üregébe. A kikeléshez 2-3 hét kell, hogy elteljen.

## Felhasználásuk
Ezeknek az iszapugró gébeknek, mint sok más hasonló nembéli fajnak nincsen halászati értékük, azonban több fajt is tartanak a városi akváriumokban. A nagyobb Periophthalmus-fajok alkalmasak az emberi fogyasztásra.

## Rendszerezés
A nembe az alábbi 18 faj tartozik:
- Periophthalmus argentilineatus Valenciennes, 1837
- Periophthalmus barbarus (Linnaeus, 1766) - típusfaj
- Periophthalmus chrysospilos Bleeker, 1853
- Periophthalmus darwini Larson & Takita, 2004
- Periophthalmus gracilis Eggert, 1935
- Periophthalmus kalolo Lesson, 1831
- Periophthalmus magnuspinnatus Lee, Choi & Ryu, 1995
- Periophthalmus malaccensis Eggert, 1935
- Periophthalmus minutus Eggert, 1935
- Periophthalmus modestus Cantor, 1842
- Periophthalmus novaeguineaensis Eggert, 1935
- indiai törpegéb (Periophthalmus novemradiatus) (Hamilton, 1822)
- Periophthalmus spilotus Murdy & Takita, 1999
- Periophthalmus takita Jaafar & Larson, 2008
- Periophthalmus variabilis Eggert, 1935
- Periophthalmus walailakae Darumas & Tantichodok, 2002
- Periophthalmus waltoni Koumans, 1941
- Periophthalmus weberi Eggert, 1935

Eschmeyer (CofF ver. Sep. 2011: Ref. 88002) szerint a fenti 18 fajhoz még tartozik 1 faj, az úgynevezett Periophthalmus cantonensis (Osbeck, 1765), azonban még az sincs pontosan meghatározva, hogy ez a halfaj géb-e vagy nem. Osbeck, e hal első leírója a pontyfélék közé sorolta, Cyprinus ccantonensis Osbeck, 1865 néven. Továbbá az is meglehet, hogy ez az újabb faj valójában azonos a Periophthalmus modestusszal.